# Forte de São Francisco de Chaves
O Forte São Francisco de Chaves, apenas Forte de São Francisco ou Forte de Nossa Senhora do Rosário, é uma fortificação localizada na cidade de Chaves, na Freguesia de Santa Maria Maior (Chaves), no Município de Chaves, Distrito de Vila Real, em Portugal.
Juntamente com o Forte de São Neutel, este forte, em posição dominante na colina da Pedisqueira, vizinho ao rio Tâmega e à antiga ponte romana, destinava-se a defender a cidade, na fronteira da Galiza, à época da Guerra da Restauração.
O Forte de São Francisco está classificado como Monumento Nacional desde 1938.

## História

### Antecedentes

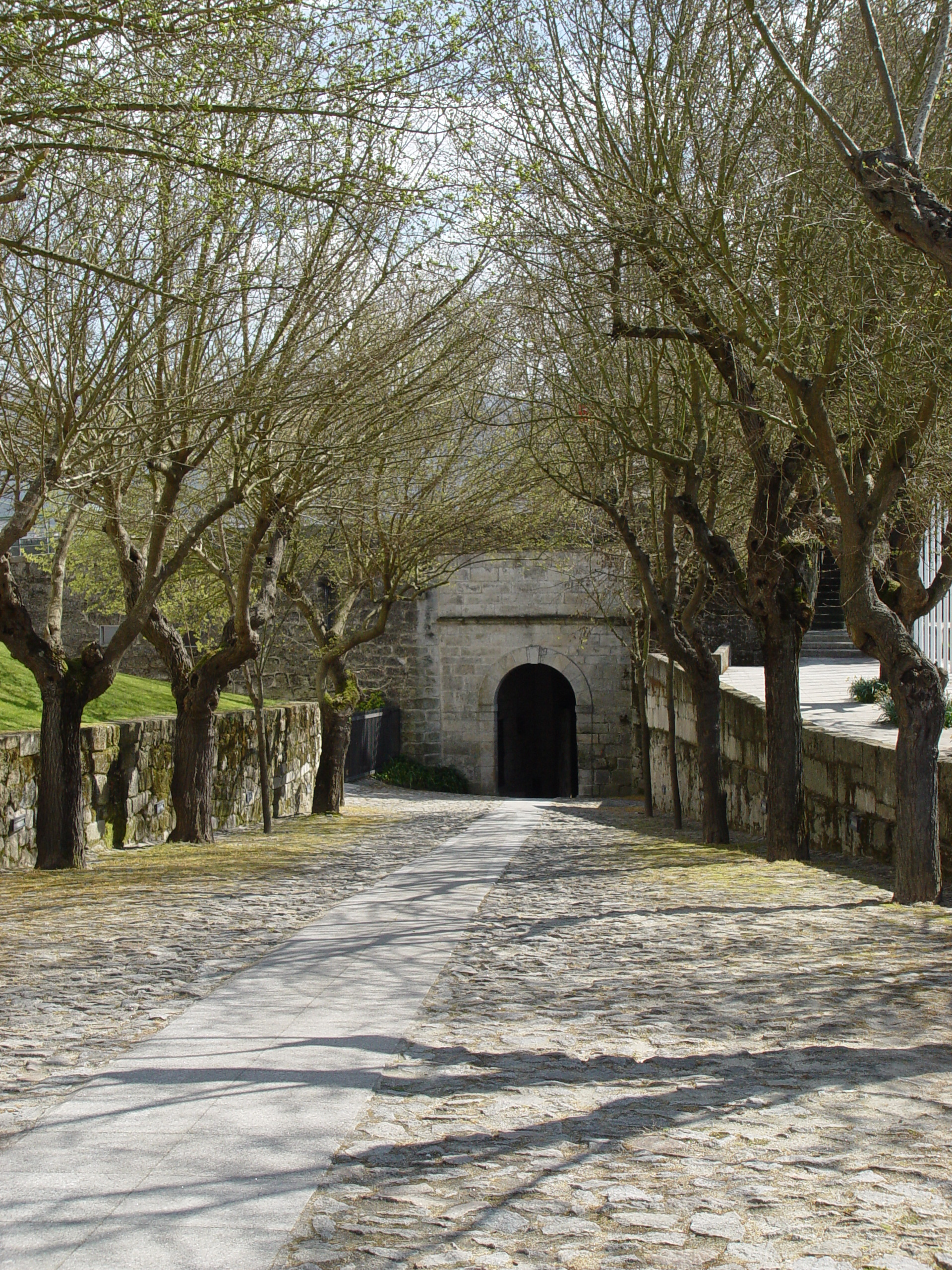

O forte remonta a um Convento franciscano – o Convento de Nossa Senhora do Rosário -, erguido no início do século XVI, que lhe deu a designação. De acordo com uma escritura celebrada com Frei Rodrigo de Morais em 1446, terá sido o arquiteto Mestre Joanes de Cibrão que projetou a abóbada do Convento.

### O Forte de Nossa Senhora do Rosário
No contexto da Guerra da Restauração da independência, reconhecendo-se a importância da posição estratégica da cidade, junto à fronteira, impôs-se a modernização de suas defesas medievais. Visando evitar que as colinas vizinhas fossem ocupadas por baterias de artilharia inimiga, estas posições foram guarnecidas.
Na colina da Pedisqueira, onde existia o antigo Convento franciscano, optou-se por envolvê-lo com muralhas abaluartadas, transformando-o num forte. Os trabalhos desenvolveram-se sob as ordens do Governador das Armas da Província de Trás-os-Montes, D. Rodrigo de Castro, conde de Mesquitela, entre 1658 e 1662. Os trabalhos de defesa de Chaves foram complementados com a construção de novos panos de muralha ligando o forte aos antigos muros medievais, reforçados ou reconstruídos na ocasião, envolvendo-se os bairros que se haviam expandido extra-muros medievais. A defesa foi estendida à antiga ponte romana sobre o Tâmega, cujo acesso, na margem oposta, também foi fortificado, com a construção do Revelim da Madalena.
No início do século XIX, quando da Guerra Peninsular, Chaves e suas defesas não estavam em condições de defesa. Após diversos embates com as tropas napoleônicas sob o comando do General Soult, as tropas portuguesas, sob o comando do General Francisco da Silveira Pinto da Fonseca Teixeira, recuaram para pontos estratégicos, deixando a cidade com uma pequena guarnição sob o comando do Tenente-coronel Pizarro. Estas forças, assim como a de milicianos que enfrentou o inimigo, foi aprisionada e depois libertada. O Forte de São Francisco foi utilizado como quartel-general dos franceses na ocasião, e, nessa qualidade, foi alvo da contra-ofensiva do General Silveira, em Março de 1809. Após seis dias de violentos combates, a guarnição francesa rendeu-se, e Chaves foi libertada.
Posteriormente, foi cenário ainda de lutas quando das Guerras Liberais e, mais tarde ainda, em 1910, quando da Proclamação da República Portuguesa.
Perdida a sua função defensiva, após abrigar por quase setenta anos o 10º Batalhão de Caçadores, as dependências do forte foram abandonadas, entrando em processo de ruína.

### Do século XX aos nossos dias
Encontra-se classificado como Monumento Nacional pelo Decreto n° 28.536, publicado em 22 de Março de 1938.
A intervenção do poder público, através da Direcção-Geral dos Edifícios e Monumentos Nacionais (DGEMN) registrou-se a partir de 1957, quando lhe foram promovidas obras de conservação. Diversas etapas de consolidação, limpeza, desobstrução, reparação e reconstrução tiveram lugar nas décadas seguintes, até que, a 16 de Janeiro de 1989, o Forte de São Francisco foi cedido, a título precário, à Câmara Municipal de Chaves. Na segunda metade da década de 1970, as dependências do forte serviram como alojamento provisório para famílias retornadas das ex-colônias portuguesas na África.
Em 1994 as dependências do forte foram requalificadas como uma unidade hoteleira, empreendimento promovido Sociedade Forte de S. Francisco, Hoteis, Ldª, com projeto do Arquiteto Pedro Jalles. O Forte de São Francisco Hotel, inaugurado em Maio de 1997, encontra-se classificado com quatro estrelas. Disponibiliza cinquenta e três quartos aos visitantes, bar e restaurante, quadra de tênis, piscina e sauna.

## Características
O forte apresenta planta simples no formato estrelado, com quatro baluartes nos vértices, no sistema Vauban. As muralhas, com espessura de um metro, variam entre quatro a vinte metros de altura e são revestidas em granito.
O acesso principal é feito através de um portão no lado Sul, através de uma ponte levadiça sobre o fosso, atualmente aterrado. Existem acessos secundários pelo lado Leste e pelo lado Oeste, todos conduzindo, através de túneis, para a Praça de Armas.
Entre as edificações no interior do forte destaca-se a antiga Capela de São Francisco, que abrigou por três séculos, até 1942, o túmulo de D. Afonso, primeiro duque de Bragança, restaurada e bem preservada.